# Telmatoscopus kimabalensis
Telmatoscopus kimabalensis és una espècie d'insecte dípter pertanyent a la família dels psicòdids.

## Descripció
- Mascle: cos de color marró fosc; pèls espatulats i densos al cap i la base de les antenes (la resta del cos i ales no en tenen); vèrtex apical prominent; sutura interocular en forma de "V"; el segment dels palps núm. 4 és més llarg, més esvelt i més pàl·lid que tots els altres; tòrax sense patagi; ales d'1,9 mm de longitud i 0,6 d'amplada, esveltes, amb les membranes de color marró clar (les vores una mica més fosques), una taca de color marró fosc i allargada entre les bases de les venes radials núm. 1 i R2/R3, vena radial núm. 5 acabant més enllà de l'apex arrodonit; edeagus tubular.
- Femella: similar al mascle, però sense els pèls espatulats al cap; antenes de 16 artells; placa subgenital restringida al centre i amb lòbuls apicals amples; antenes d'1,1 mm de llargària; ales de 2 mm de llargada i 0,7 d'amplada.[3]

## Distribució geogràfica
Es troba a Àsia: Borneo.